# Cemitério São João Baptista (Cáceres)
O Cemitério São João Baptista é a mais antiga necrópole em funcionamento no município brasileiro de Cáceres, no estado de Mato Grosso, Brasil, e também da região. Foi edificado em 1860 (as fontes divergem), pelo Major João Carlos Pereira Leite, proprietário da Fazenda Jacobina, para enterramentos da própria família. Pereira Leite deixou a área para a Municipalidade em seu testamento. Tem grande relevância para a cidade e a região por abrigar restos mortais de pessoas importantes da, como Dom Francisco Vila Nova Torres, Coronel José Dulce e o próprio Major João Carlos Pereira Leite.

## História
A petição inicial para a construção do Cemitério São João Baptista foi enviada pelo Major João Carlos Pereira Leite à Câmara Municipal de São Luiz de Vila Maria do Paraguai em 1860. Dois anos depois, com o cemitério já pronto, a Câmara deu parecer favorável.
O cemitério foi construído pelo Sr. José da Boamorte, com muros de um metro e meio de altura, e os primeiros enterramentos realizados foram de membros da própria família Pereira Leite. O Major deixou a área para a municipalidade em testamento; o que aconteceu com seu falecimento, em 03 de outubro de 1880. Em 1881, a Câmara Municipal aceitou a doação e dedicou à família Pereira Leite o privilégio perpétuo de uma área privilegiada no Cemitério: o mausoléu da família está localizado próxima ao muro bem em frente à porta de entrada.
O Regulamento do Cemitério São João Baptista (Lei nº 789) foi publicado ao final do Código de Posturas Municipais de 1888 (Lei nº 788).
Em 1916, sua área foi aumentada, mas atualmente já há falta de espaço e apenas famílias com jazigos podem realizar novos enterramentos. Uma contagem de 2017, realizada pela administração municipal, apontou a existência de mais de 4 mil sepulturas no local.
Havia uma Capela, mas foi demolida em 1966 para a construção de um monumento aos mortos em seu lugar.
Em janeiro de 2021, a prefeitura anunciou um projeto de revitalização do cemitério, que contavam com reforma do muro (que estava próximo de desabar) e da sala de entrada (antigo necrotério), além de paisagismo. Um ano depois, foram entregues uma nova recepção com banheiros, a reconstrução do muro, e paisagismo com iluminação, dentre outros elementos melhorados. Também foi realizada limpeza de espaços e de túmulos, que se encontravam bem abandonados. As obras custaram mais de R$ 500 mil.

### Incoerência
Reportagem do Jornal Expressão localizou uma lápide de 7 de fevereiro de 1824 (de Nilpha Deluque) e o administrador do cemitério deu depoimento assegurando que o sepultamento mais antigo data de 1821. Tais informações divergem da data oficial de 1860.

### Milagreiro
O milagreiro do Cemitério São João Baptista de Cáceres é Dimas Alessandrino Esteves, São Dimas. Seu túmulo recebe preces e flores, pedidos e agradecimentos por graças recebidas, especialmente no Dia de Todos os Santos. Embora não tenha sido canonizado, é reconhecido na cidade e na região como o santo cacerense protetor dos estudantes.